# Ludovic Le Cadre
Ludovic Le Cadre, né le 13 avril 1980, est un joueur de rugby à XV suisse. Il joue avec le RC Chalon depuis 2007, évoluant au poste de pilier (1,82 m pour 119 kg).

## Carrière

### En club
- 1993-2000 : ASVEL rugby
- 2000-2007 : Lyon OU
- 2007-2010 : RC Chalon
- 2010-2011 : CASE Saint-Étienne

### En équipe nationale
Ludovic Le Cadre est international suisse. Il est surnommé "Chaudrak".

## Palmarès
- Demi-finale Crabos 1999 (face au stade toulousain avec l'ASVEL)
- Finale Reichel 2000 (face à la Section Paloise avec l'ASVEL)
- Champion de France de Fédérale 1 2002 avec le LOU
- Demi-finale de pro D2 2004 avec le LOU
- Finaliste de pro D2 2005 avec le LOU